# Леги, Уильям Даниел
Уи́льям Да́ниел Ле́ги (Ле́хи) (англ. William Daniel Leahy; 6 мая 1875 — 20 июля 1959) — американский военно-морской деятель, адмирал флота, политик и дипломат.

## Биография
Родился в Хэмптоне, штат Айова, в семье ирландских эмигрантов. В раннем возрасте вместе с семьёй переехал в Эшланд, Висконсин.
В 1897 году окончил Военно-морскую академию и затем служил на корабле USS Oregon и затем на Тихом океане. В 1898 году участвовал в битве при Сантьяго во время Испано-американской войны (ставшей единственным сражением, в котором Лехи участвовал непосредственно). В США вернулся только в 1902 году, до этого времени служа на различных кораблях во время Американо-филиппинской войны и Боксёрского восстания в Китае. После возвращения в течение пяти лет служил поочерёдно на нескольких кораблях, базировавшихся в регионе строящегося Панамского канала.
В 1902 году был временно переведён на береговую службу и работал в Военно-морской академии, с 1907 года, в частности, преподавая физику и химию.
Вновь вышел в море в 1909 году, начав служить на одном из кораблей Тихоокеанского флота, в 1911 году был повышен до лейтенант-коммандера, в 1912 году, во время американской оккупации Никарагуа, был начальником штаба военно-морских сил.
С 1912 по 1937 год занимал разнообразные должности в военно-морском и смежных ведомствах и в определённые периоды принимал командование над некоторыми линкорами.
В 1937—1939 годах занимал пост руководителя военно-морскими операциями.
В 1939 году ушёл со службы на флоте и был назначен президентом Франклином Делано Рузвельтом губернатором Пуэрто-Рико.
В 1940 году был назначен послом США во Франции, находившейся под управлением режима Виши.
В 1942 году был вновь вызван в вооружённые силы Рузвельтом и назначен начальником личного штаба президента. Лехи занимал эту должность при Рузвельте и Трумэне до выхода на пенсию в 1949 году.

## Оценка сталинского СССР
По результатам Потсдамской конференции Лехи отметил:
Потсдам привлек внимание всего мира к борьбе двух великих идей: англо-саксонских демократических принципов управления и агрессивной, экспансионистской тактики полицейского государства сталинской России. Это стало началом «холодной войны»